# O型星

O型主序星相對於其它主序星的大小。

O型星是炙熱、藍白色，在天文學家使用的耶基斯光譜系統中分類為光譜類型O的恆星。它們的溫度超過30,000K，因此出現在赫羅圖上的左側。這種類型恆星的特徵是它們的譜線有強烈的電離元素，氦-II的吸收線，而氫和中性氦的吸收線比B型星微弱。
這種類型的恆星非常罕見，在主序中只有0.00003%是O型星。然而，因為它們通常都非常明亮，因此即使距離比黯淡的恆星遠了許多，依然比較容易被看見，在地球上看見的亮星就有90%是O型星。由於高溫和高亮度，O型星會很快地以劇烈的超新星爆炸結束生命，結果是形成黑洞或中子星。大多數的這些恆星都是年輕的主序星、巨星或超巨星，但行星狀星雲的中央恆星，雖然都是老死的低質量恆星（白矮星），但通常也有些有著O型星的光譜。
O型星通常都位於活躍的恆星形成區，像是螺旋星系的螺旋臂。這些恆星會照亮周圍的任何物質，並是螺旋臂顏色的主要提供者。此外，O型星經常是多星系統，以致其質量往往會在成員中轉移，而難以預測何者在何時會爆炸成為超新星的可能性。

## 光譜
O型星由其光譜中某些譜線的相對強度來定義和確定。關鍵的譜線主要來自氦II的454.1 nm和420.0 nm，它們在O9.5非常微弱，但在O2－O7非常強烈；氦I的447.1 nm和402.6 nm在O2/3不會出現，但在O9.5很明顯；在O7，氦II的454.1nm和氦I的447.1nm有相同的強度。非常熱的O型星，中性氦的譜線都很微弱，使它們很容易和N III區別出來。
O型光譜的細分非常複雜，用O3.5、O6.5、O8.5、O9.5、和O9.7的定義可以顯示出光譜分析的發展，為這是首度利用恆星的發射線來定義分類，現在用在沃夫–瑞葉星。在原始的亨利·德雷珀目錄中唯一的O型星是HR 2583（=WR 4），現在是列為WN4。
亮度分類的O型星歸因於一些譜線的相對強度：HeII和某些N和Si離子的譜線。在光譜類型附加尾詞"f"的，單獨"f"是NIII和HeII的發射譜線，"(f)"意味著He的譜線微弱或是被吸收掉，"((f))"則意味著N的譜線微弱或是被吸收掉，"f*"指示很強的NIV發射譜線，和"f+"存在SiIV發射譜線。亮度分類V，是主序星，一般只有微弱的或缺乏發射譜線，巨星和超巨星的發射譜線強度會增加。在O2–O4，巨星和超巨星的區別很窄，並且可能甚至不能表現真實的亮度或演化上的差異。在中間的O5–O8，在O((f))主序星、O(f)巨星、和Of超巨星的區別有著明確切定和一定的光度提升。SiIV發射線強度的提升和亮度的增加也是一個指標，這是將亮度的增加分配給晚期O型星的主要手段。

## 特性

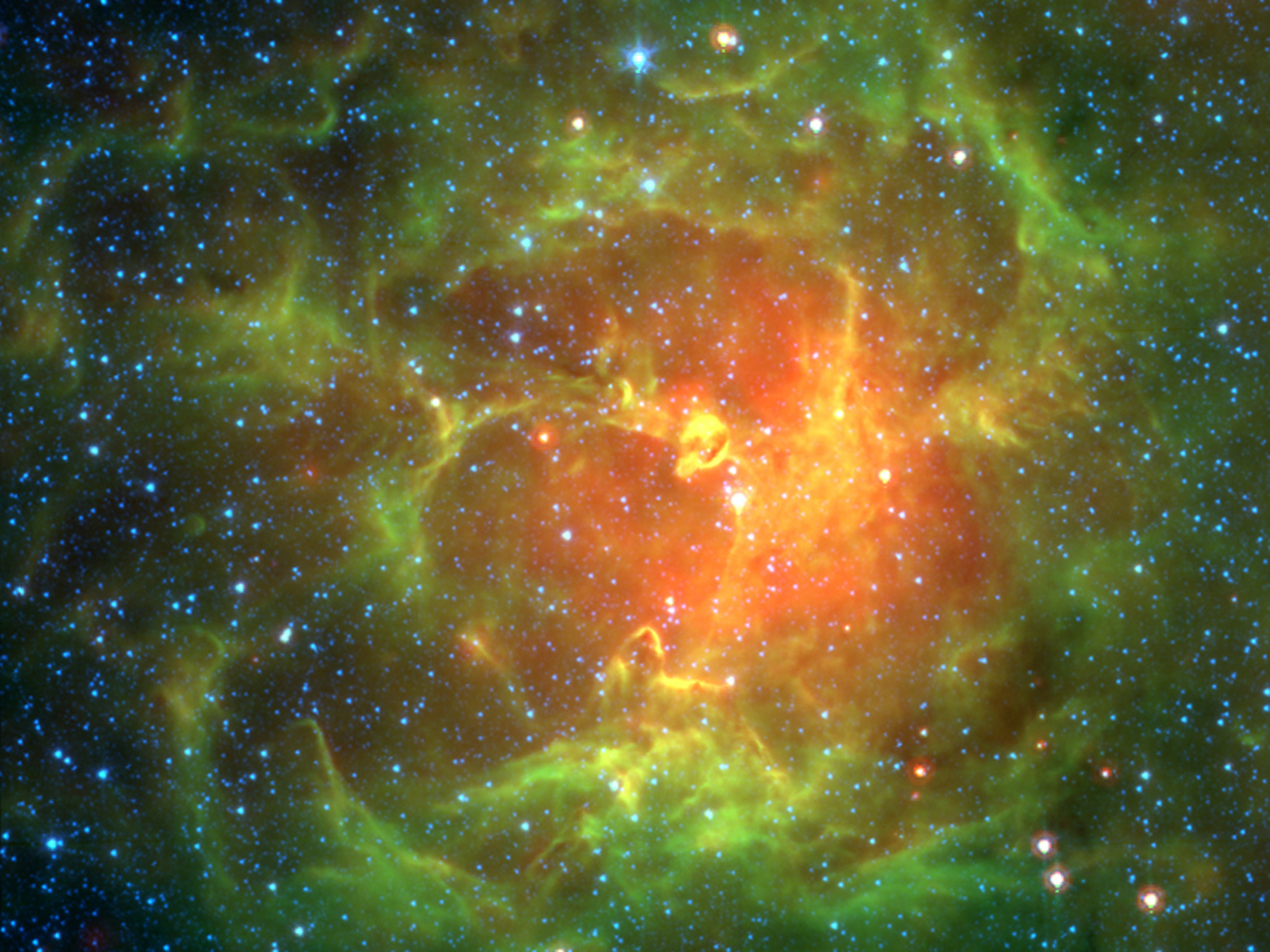
在這張紅外線的三裂星雲（M20）影像，可以看見在中心雕塑和照亮星雲的明亮O7.5III恆星。

O型星又熱又亮。它們的表面溫度特徵是30,000－52,000K，並輻射出強烈的紫外線，因此在可見光的顏色是藍白色。因為它們的高溫，O型主序星的光度範圍從太陽的10,000倍到大約1,000,000倍；巨星從100,000倍到超過1,000,000倍；超巨星從200,000倍到超過太陽的數百萬倍。
在相同溫度的其他O型星，包括O型次矮星（sdO）、行星狀星雲中心恆星（CSPNe）、和白矮星，都很罕見。白矮星有它們自己的光譜類型，但許多CSPNe都有O型星的光譜。但即使是低質量的次矮星和CSPNe的光度也有太陽的數百倍至數千倍。sdO型的恆星通常溫度會比大質量的O型星高，溫度可以高達100,000K。
O型星意味著是在主序帶上是質量最高的恆星。溫度最低的初始質量大約是太陽的16倍。目前，還不清楚O型星的質量上限是多少。在金屬量與太陽同等級上，恆星的質量上限大約在120－150太陽質量，但在低金屬量上，質量應該會更大許多。O型星只有一小部分是O型主序星，其中絕大部分的質量都接近質量的下限。質量最大且溫度最高的O2和O3都極為罕見，遲至1971年和2002年才加以定義，各自己知的總數量大約都只有近百顆。有些巨星和超巨星的質量，因為質量的損失，已經低於O型主序星的上限，但仍然是已知質量最大的恆星。
因為這些恆星的光度增加和它們的質量不成比例，它們相對應的壽命都較短。質量最大的在主序帶上的時間大約只有100萬年左右，然後在300－400萬年後會發生超星爆炸。最暗弱的O型星可以在主序帶上維持1,000萬年左右，但是會逐漸冷卻成為早期的B型星。沒有超過500萬年依然是O型星的大質量恆星。然而，sdO和CSPNe是低質量的恆星，可以有數十億年的壽命，但它們花在這主序帶的時間很短，大約只有10,000,000年。
估計銀河系中大約有20,000顆O型星。低質量的sdO和CSPNe或許較為普通，但它們不會很明亮，因此難以尋獲它們。儘管其留存期很短，它們被認為在正常演化的階段，質量不會比太陽大太多。

### 結構

CNO循環是大質量O型星主要的能量來源。

低質量、中等質量、和大質量恆星的結構。

O型主序星如同所有的主序星一樣，燃料是核融合。然而，大質量的O型星的核心溫度極高，在這樣的溫度下，燃燒效率遠高於低質量下氫燃燒的CNO循環成為消耗燃料和產生能量的主要程序。O型星產生的大量能量，以輻射的方式不足以有效率地向外傳送，因此核心是以對流取代，將能量向外輸送。O型星的輻射層位於核心和光球層之間。核心的物質倍混和著傳送到上層，這經常會增強快速的旋轉，對O型星的演化產生戲劇性的效果。當核心還在燃燒氫時，就開始慢慢地展現巨星或超巨星的特徵，在燃燒氦燃料的大部分時間，它們都是在藍超巨星的階段。
在其它類型光譜中存在的星冕，在O型主序星也很明顯，然而很多O型主序星進一步的產生強大許多倍的恆星風。來自O型主序星強烈的輻射和恆星風強大到足以經由光致蒸發剝離位於適居帶半徑之內行星的大氣層 。

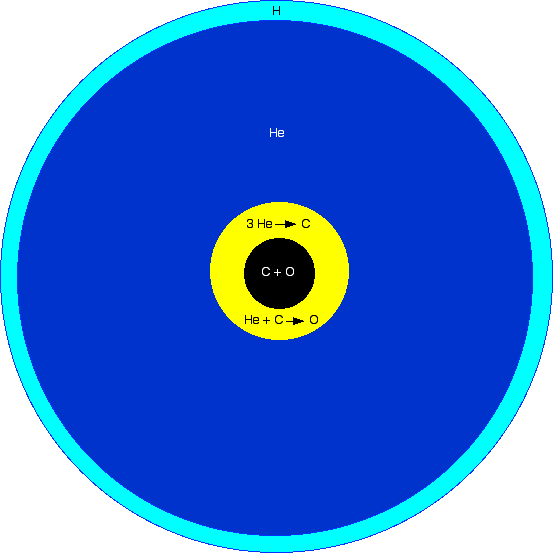
O型次矮星的截面圖顯示欠缺活力的內核和燃燒的氦殼層。

sdO和CSPNe在本質上有著不同的結構，然而它們有著範圍廣的特性，因而尚未能完全了解它們形成和演化的所有過程。它們被認為有著簡併的核心，最將成為一顆白矮星裸露的內核。在內核之外大部分是氦和薄薄一層氫的殼，但是很快就會因為強勁的恆星風而消失。這種類型的恆星可能有幾種不同的起源，但是它們至少有一部分有著燃燒氦的殼層，使核心的能量得以增強，並增加這些恆星的高亮度區域。

### 演化

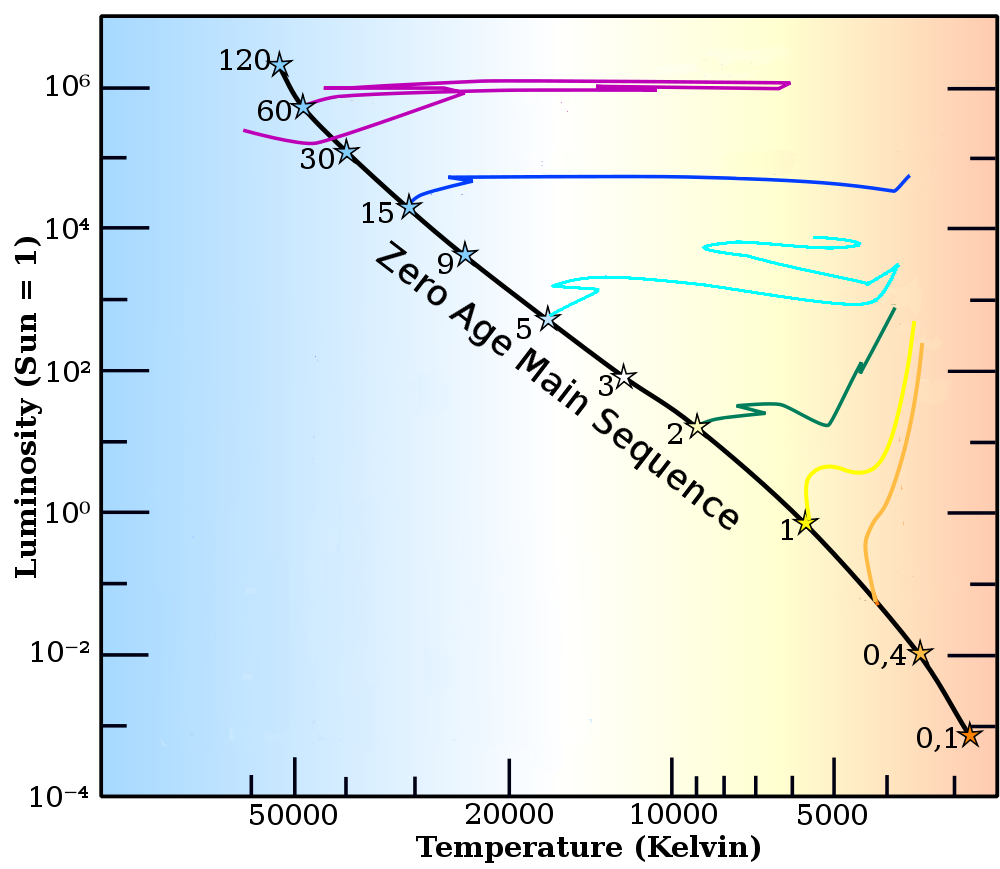
恆星在赫羅圖上演化的軌跡。15倍太陽質量和60倍太陽質量是典型的O型星，

近幾年來，對低於120太陽質量O型星的生命週期有很好的參照。不同金屬量範圍的恆星在自身進化的轉動速率上有很大的變化，但基本保持不一樣。
O型星幾乎從零齡主序星開始，就緩慢的移動，逐漸變涼和輕微的增亮。雖然它們在光譜上的特徵會被描述為巨星或超巨星，它們仍會以和太陽這種低質量恆星不同的方式，在核心持續燃燒氫達數百萬年。多數的O型主序星或多或少的會在赫羅圖上水平發展至溫度較低，成為藍超巨星。當恆星膨脹並冷卻後，順利的在核心點燃氦融合反應。依據它們確實的質量，會有許多複雜的階段，但質量最低的O型星最終演變成紅超巨星時，仍在其核心燃燒著氦。如果它們的第一次爆炸沒有成為超新星，它們將失去外殼層並且表面變得更熱，然後在最後成為沃夫–瑞葉星的狀態之前，會經歷多次且一次比一次長的藍迴繞。
質量更大的恆星，最初就比O9主序星更熱，由於強大的對流和高亮度將外層很快地吹散，永遠不會成為紅超巨星。25–60M☉的恆星在爆炸成為超新星之前，可能會演化成為黃超巨星，或演化回到較高的溫度。超過60太陽質量的，O型星會短暫演化成為藍超巨星或高光度藍變星階段，就直接成為沃夫–瑞葉星。質量最大的O型星，當核心的物質開始經由對流流向表面，就發展成為WNLh光譜類型，它們都是存在的最明亮恆星。
低到中等質量的恆星年齡，有著許多不同的路徑，經由紅巨星、水平分支、漸近巨星分支（AGB），和之後的後AGB階段。後AGB演化通常涉及戲劇性的質量流失，有時會留下一個行星狀星雲和留下一顆越來越熱，曝露的恆星內部。如果有足夠的殘餘氫氣和氦氣，這些小但非常熱的恆星就會有O型星的光譜。它們的溫度會增加，直到殼層的燃燒和質量的損失停止，然後它們冷卻成為白矮星。
有些質量或化學物質的結構，或許可能是聯星交互作用的結果，有些低質量恆星在水平分支或AGB階段會變得異常炙熱。這可能有許多方面的原因，包括恆星合併或晚期熱脈衝再點燃AGB恆星，目前還未能萬全理解。這些顯然非常熱的OB星，但只有適度的發光，並且會低於主序星。它們包括O（sdO）和B（sdB）的熱次矮星，然而它們可能以完全不同的方式演化。sdO型星有著很明確的正常O型星光譜，但是亮度大約只有太陽的一千倍。

## 例子
O型星很罕見但很明亮，所以它們很容易就可以檢測到，因此有很多裸眼可見的例子。

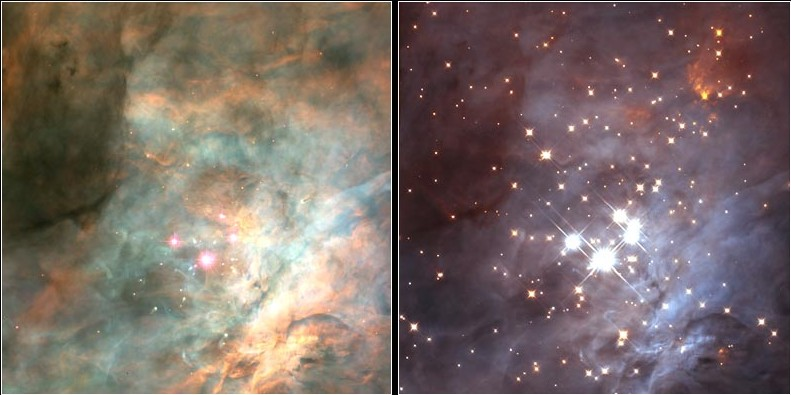
獵戶四邊形星團最亮的星是O7V的θ^{1}C，其他三顆是B0.5和B1主序星。

### 主序星

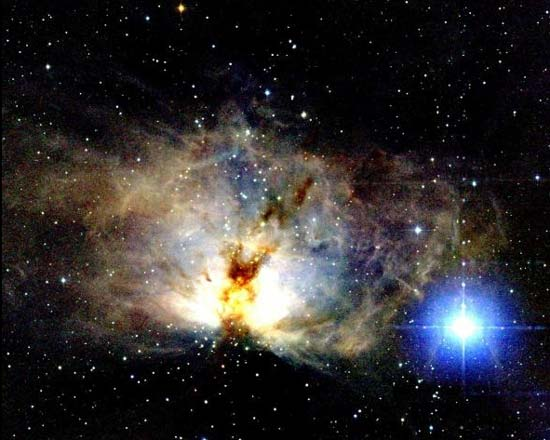
參宿一是O9.7的超巨星、O9巨星和B0結合的三合星。這些恆星照亮了鄰近的火焰星雲。

- - 車府增十一（蝎虎座10）
  - 御夫座AE
  - BI 253
  - 圓規座δ
  - HD 93205（船底座V560）
  - 天鴿座μ
  - 參宿增一（獵戶座σ）
  - 獵戶座θ1C
  - VFTS 102
  - 天市右垣十一（蛇夫座ζ）

### 巨星
- - 伐三（獵戶座ι）
  - LH54-425
  - 觜宿一（獵戶座λ，Meissa）
  - 普拉斯基特星（麒麟座HR 2422）
  - 卷舌三（英仙座ξ）
  - 參宿三（獵戶座δ，Mintaka）

### 超巨星

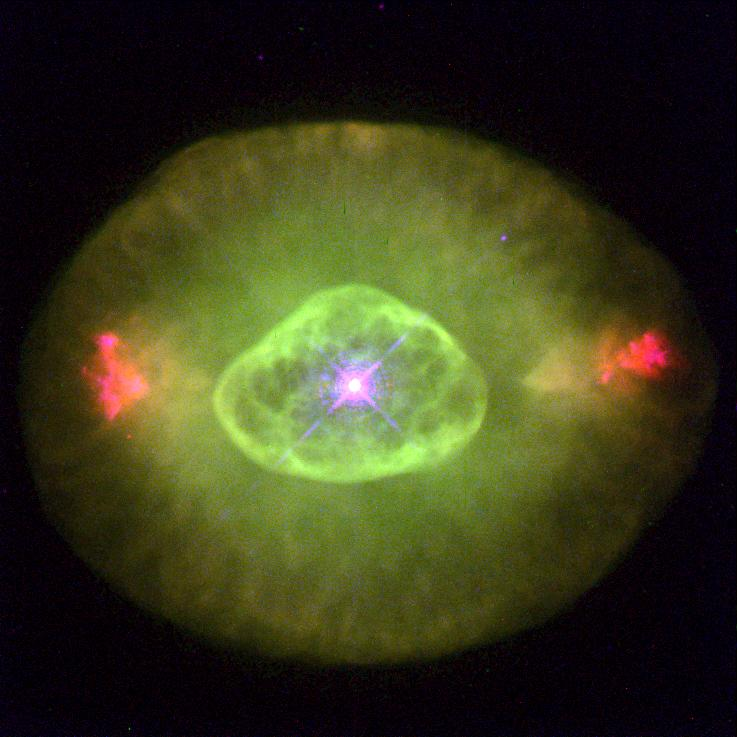
NGC 6826的中央恆星是一顆低質量的O6恆星。

- - 弧矢增七（大犬座29）
  - 參宿一（獵戶座ζ，Alnitak）
  - 少衛 (右垣)（鹿豹座α）
  - 天鵝座X-1
  - 弧矢增六（大犬座τ）
  - 弧矢增廿二（船尾座ζ）

### 行星狀星雲的中央恆星
- - NGC 2392 (O6)
  - IC 418 (O7fp)
  - NGC 6826 (O6fp)

### O型次矮星
- - HD 49798 (sdO6p)

## 位置

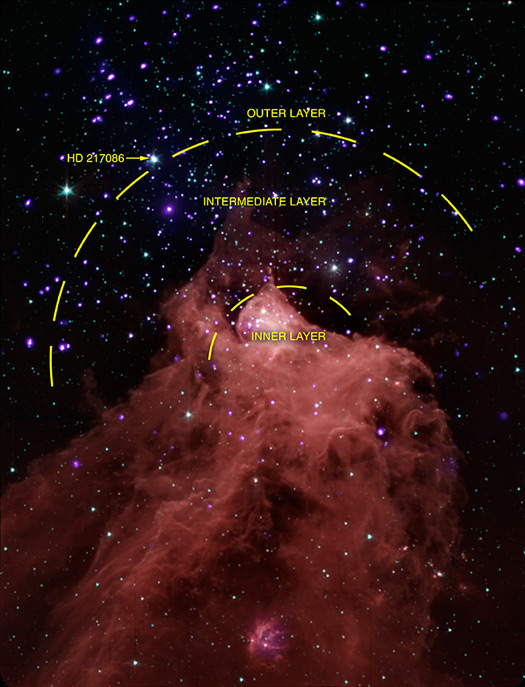
在仙王座B的O型星HD 217086，以紫外線照亮了分子雲，也驅動和壓縮了分子雲，觸發新恆星的形成。

### 螺旋臂
O型主序星傾向出現在螺旋星系的螺旋臂中。這是因為隨著螺旋臂穿過空間時，它將以它的方式壓縮分子雲內的氣體。這些分子雲的初始壓縮導致恆星的形成，其中一些是O和B型星。此外，這些恆星存在的時間較短，在它們死亡前不會移動太遠的距離，所以它們都留在出生時所在的螺旋臂或接近的附近區域附近。換言之，低質量的恆星因為存在的較久，因而可以遍布在星系盤面的各處，包括在螺旋臂內。

### O/OB星協
星協是在開始形成時由彼此間的引力束縛在一起的恆星集團。但是，這些恆星彼此間快速的相對運動，使得相互間的引力不易將它們約束在一起。在年輕的星協，多數的光來自O和B型恆星，所以這類星協會被稱為OB星協。

### 分子雲
在分子雲中誕生的O型星，不僅會在星雲中產生破壞者性的影響，還可能引發新恆星的形成。O型恆星輻射出大量的紫外線，會電離分子雲中的氣體，並且將它們推擠開。
O型星也有強大的恆星風，速度不下於每秒數千公里，可以在分子雲內吹出包圍著恆星的氣泡。
O型星爆炸成超新星，當它們死亡時，釋放出的大量能量，有助於分子雲的分裂。
這些影響到分散的剩餘分子雲物質，最終阻止新恆星的誕生，和可能留下一個年輕的疏散星團。
然而，分子雲潰散之前，被膨脹的氣泡掃掠（稱為蒐集或坍縮）的氣體，或現有被壓縮（稱為輻射驅動的向內爆炸），都會導致新恆星的誕生。觸發恆星形成的證據出現在大量恆星形成的區域，例如仙王座B和象鼻管星雲（约有4-25%的恆星在這兒形成）。